# Klexikon

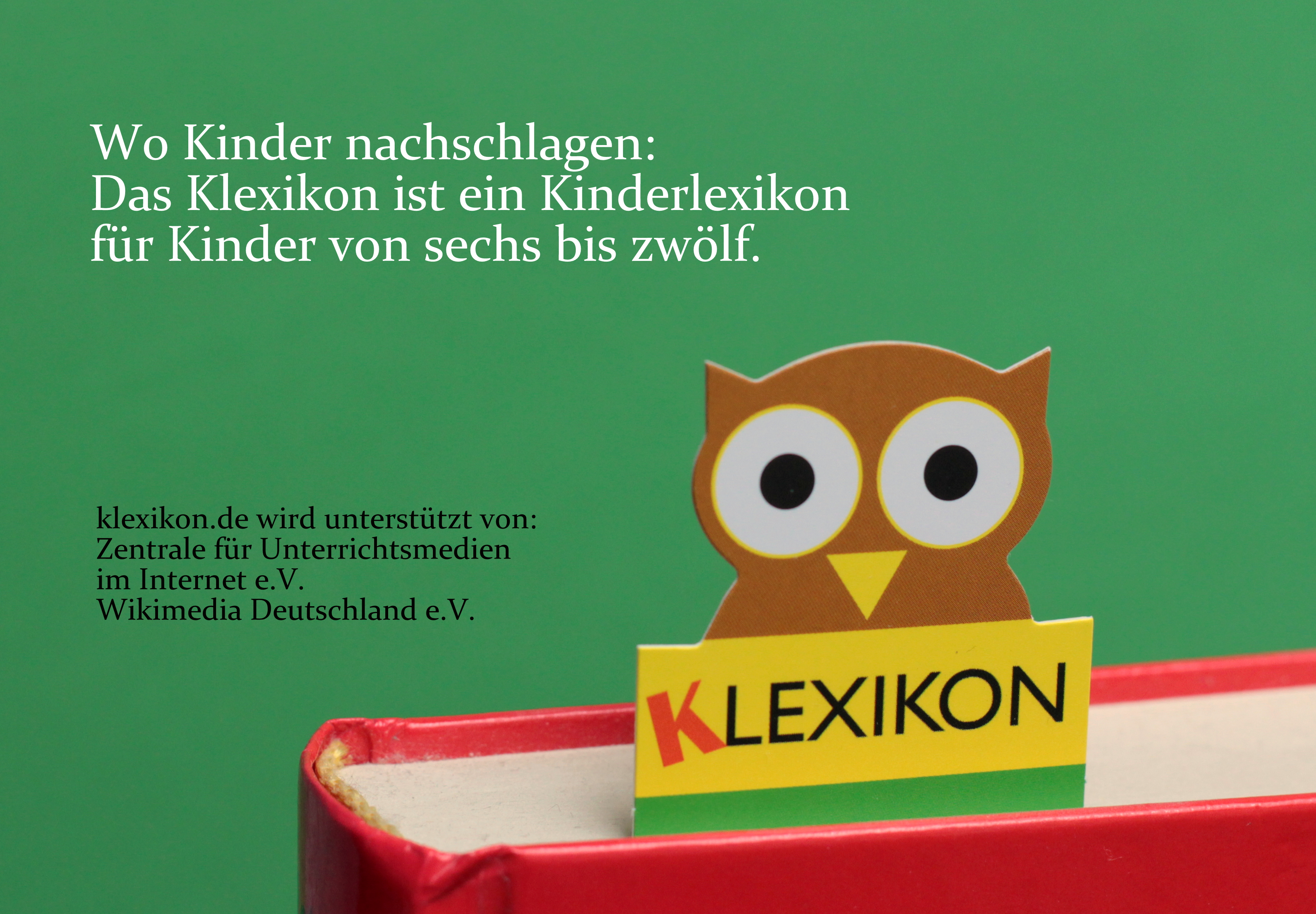
Das Logo des Klexikons enthält eine Eule als Symbol für Weisheit und Wissen

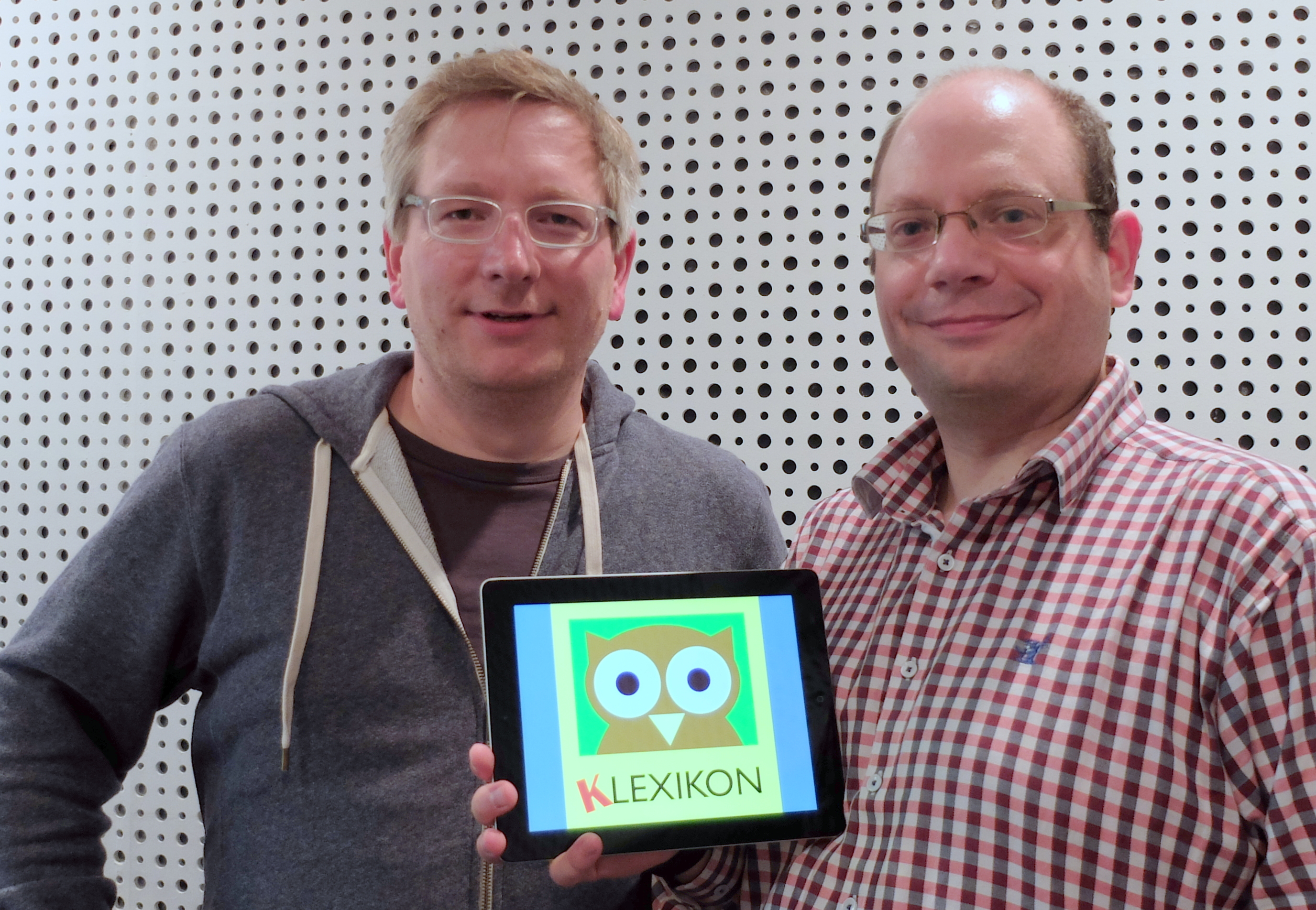
Die beiden Klexikon-Gründer Ziko van Dijk (rechts) und Michael Schulte (links)

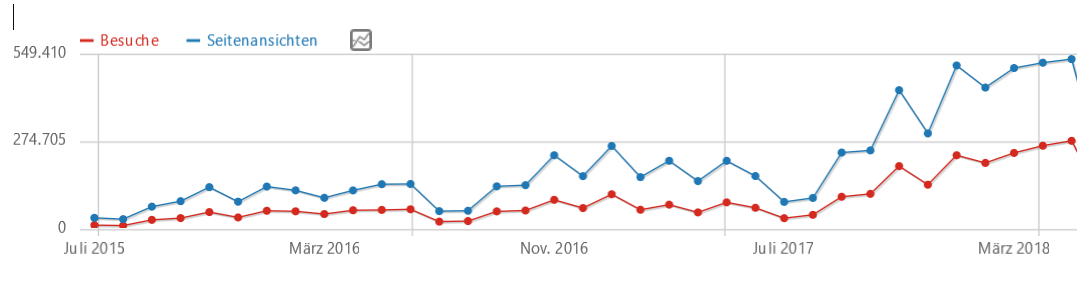
Monatliche Abrufzahlen (2015–2018)

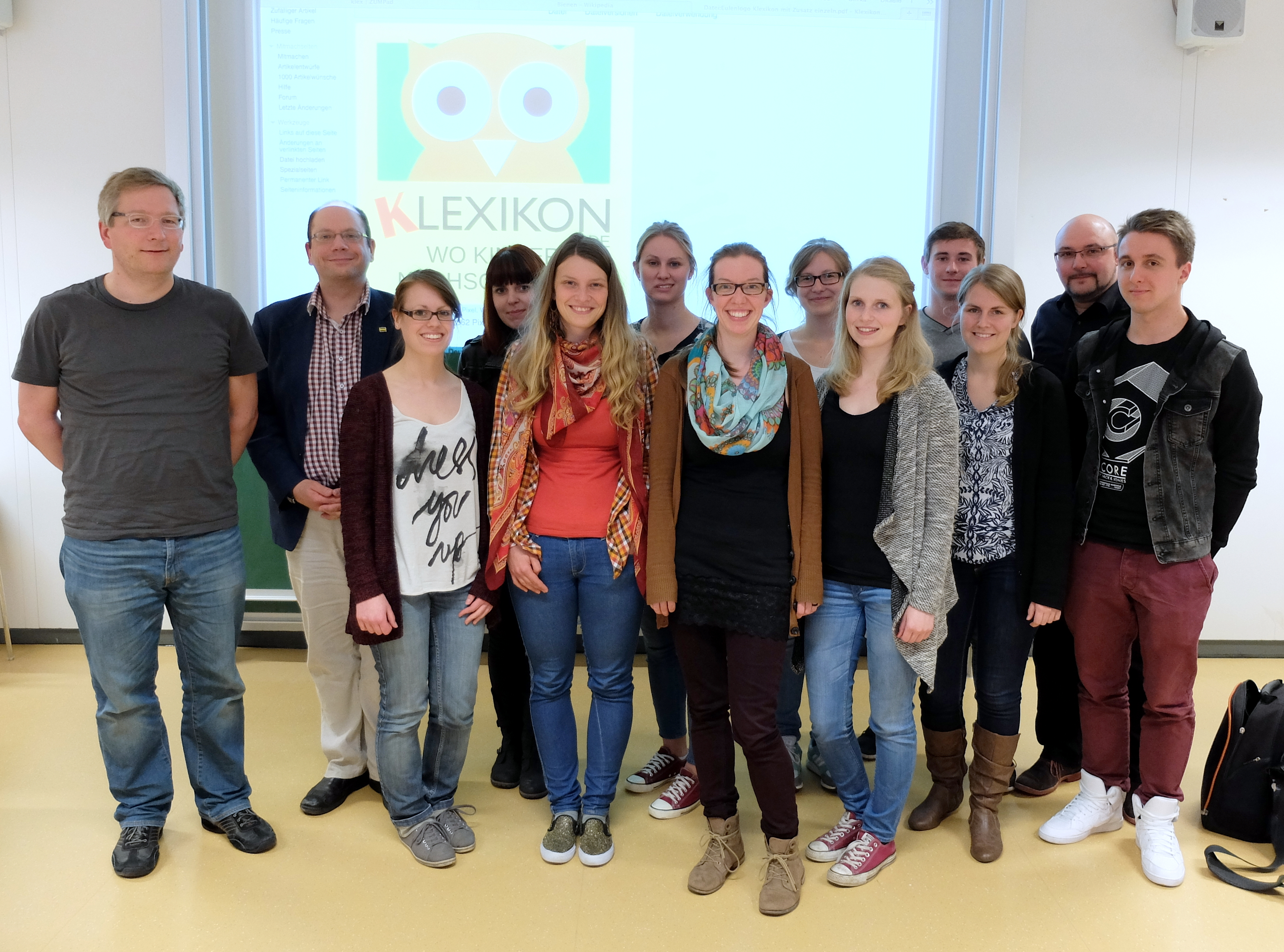
Ein Klexikon-Tag an der Technischen Universität Dortmund mit Vortrag und Workshop

Das Klexikon ist ein Online-Lexikon, das im November 2014 entstanden ist und sich an Kinder im Alter von sechs bis zwölf Jahren richtet. Der Name Klexikon steht für Kinder (K) und Lexikon. Das Klexikon ist nach dem Vorbild der Wikipedia als Wiki aufgebaut, nutzt die MediaWiki-Software, veröffentlicht alle Texte unter der freien Creative-Commons-Lizenz CC-BY-SA (Namensnennung, Weitergabe unter gleichen Bedingungen), verwendet freie Bilder aus der Mediensammlung Wikimedia Commons und hat einige besondere Grundregeln, die auch der Zielgruppe Kinder gerecht werden sollen. Dazu zählt, dass alle Artikel angemessen, verständlich und kindgerecht sind. Anders als die Wikipedia ist das Klexikon nicht offen bearbeitbar und Nutzerkonten werden nur auf Antrag von den Klexikon-Machern vergeben.

## Geschichte
Gegründet wurde das Klexikon im November 2014 von dem Journalisten Michael Schulte und dem Historiker Ziko van Dijk, der 2011 bis 2014 Vorsitzender von Wikimedia Nederland war. In der Projektphase vor und nach dem Start der Website wurde das Klexikon durch Wikimedia Deutschland unterstützt; im Mittelpunkt stand dabei ein Konzept für eine Online-Enzyklopädie für Kinder. Danach übernahm der gemeinnützige Verein Zentrale für Unterrichtsmedien im Internet (ZUM) die Trägerschaft der Website, der auch weitere Wikis im Bildungsbereich betreibt.
Nach einem Jahr wies das Klexikon über 1000 Artikel auf, nach knapp drei Jahren 2000 und im November 2020 nach rund sechs Jahren 3000 Artikel. Die Klexikon-Community bestimmt gemeinsam, welche Artikel als Nächstes geschrieben werden sollen. Damit soll erreicht werden, dass das Klexikon die wichtigsten Themen, Schulfächer und Interessengebiete von Kindern abdeckt.
Für das Jahr 2021 gaben die Betreiber die Nutzerzahlen mit rund 15,1 Millionen Seitenansichten (Pageviews) und rund 8,1 Millionen Besuchen (Visits) an. Damit gehört Klexikon.de zu den beliebtesten Webseiten für Kinder.
2018 förderte die Beauftragte der Bundesregierung für Kultur und Medien den Aufbau einer weiteren Klexikon-Ausgabe für Leseanfänger (MiniKlexikon.de). Außerdem konnte das Klexikon-Konzept in Zusammenarbeit mit der Technischen Universität Dortmund und der Technischen Hochschule Köln weiterentwickelt werden.
Der Wikipedia-Mitgründer Jimmy Wales bezeichnete das Klexikon 2021 in einem Interview anlässlich des 20-jährigen Wikipedia-Jubiläums als „wirklich beeindruckendes Konzept“ und eine „faszinierende Herausforderung, die sogar mehr Mühe und Durchdachtheit erfordert“ (als in der Wikipedia). Das Bundesministerium für Familie, Senioren, Frauen und Jugend stuft das Klexikon als „nützliches“ Kinderlexikon ein. Die Freiwillige Selbstkontrolle Fernsehen sieht im Klexikon den Vorteil, dass es im Gegensatz zur Wikipedia speziell für Kinder geschrieben ist. Das Österreichische Schulportal bezeichnet das Klexikon als „tolles Nachschlagewerk“, es liefere speziell für Kinder abgestimmte Inhalte. Das deutsche Portal Lehrer-Online spricht von einer „Wikipedia-Alternative für Kinder“. Auch weitere überregionale Institutionen und Medien empfehlen das Klexikon als Online-Lexikon für Kinder. Das Flensburger Tageblatt merkte an, dass das Klexikon ein Nachschlagewerk und kein Lehrbuch sei.
Als erster offizieller Klexikon-Botschafter konnte der ARD- und WDR-Fernsehmoderator Ralph Caspers (Die Sendung mit der Maus, Wissen macht Ah!, Quarks, Frag doch mal die Maus) gewonnen werden. Auf der Internetkonferenz re:publica äußerte er sich in einem Video, dass „es einfach sinnvoll ist, wenn es eine Wikipedia für Kinder gibt, weil manche Sachen sehr komplex sind“.

## Auszeichnungen
- 2015: Pädagogischer Medienpreis[24]
- 2016: Nominierung für den OER-Award in der Kategorie „Bildungsbereich Fusion“[25]
- 2017: OER-Award in der Kategorie „Bildungsbereich Schule“[26]
- 2018: „Innovation für Deutschland“ beim Wettbewerb Land der Ideen[27]
- 2022: „Seitenstark-Gütesiegel Digitale Kindermedien“, Auszeichnung von Seitenstark e. V. und dem Bundesministerium für Familie, Senioren, Frauen und Jugend[28]